# Saint-Jean-d'Illac

Saint-Jean-d'Illac este o comună în departamentul Gironde din sud-vestul Franței. În 2009 avea o populație de 6.826 de locuitori.

## Evoluția populației
| An        | 1975  | 1982  | 1990  | 1999  | 2006  | 2009  |
| --------- | ----- | ----- | ----- | ----- | ----- | ----- |
| Populație | 1.498 | 2.538 | 3.879 | 5.213 | 6.333 | 6.826 |